# دنیای سوفی (فیلم)
دنیای سوفی (انگلیسی: Sophie's World) فیلمی به کارگردانی اریک گوستاوسون است که در سال ۱۹۹۹ منتشر شد.
این فیلم بر اساس رمانی فلسفی به همین نام (دنیای سوفی نوشتهٔ یوستین گردر) تولید شده. داستان دربارهٔ دختری است که روزی نامه‌ای عجیب به دست او می‌رسد. او درمی‌یابد که معلمی دارد به سوفی درس‌های فلسفی را توسط نامه‌ها (که سگش به نام هرمس، نامه‌ها را برای سوفی می‌آورد) یاد می‌دهد و ذهن سوفی روز به روز نسبت به دنیایش بازتر می‌شود و بالاخره استادش را می‌بیند و ….